# 2021 au Mexique
 2019 par pays en Amérique — 2020 par pays en Amérique — 2021 par pays en Amérique — 2022 par pays en Amérique — 2023 par pays en Amérique

## Éphémérides
- 21 mars : 215 ans de la naissance de Benito Juárez.
- 30 septembre : 10 ans de la mort du comédien Gaspar Enaine Pérez.

## Toujours en cours
- Andrés Manuel López Obrador est Président des États-Unis mexicains et son gouvernement est en place depuis décembre 2018.
- La Guerre de la Drogue est toujours en cours depuis 2006, et elle s'intensifie depuis 2016 provoquant chaque année plus de morts ; en 2021, avec 31.263 personnes mortes assassinées - bien que tous les meurtres ne soient pas imputables à la guerre entre les narcos - les homicides étaient la sixième cause de mortalité au Mexique en 2021 (sur un total de 1.122.249 morts confirmés toutes causes confondues sur cette période)[1].
- Le Mexique est toujours touché par la crise migratoire en Amérique centrale depuis 2017.
- Le Mexique est toujours l'un des pays les plus touchés au monde par la pandémie de covid-19 : avec 238.772 décès qui lui étaient attribués au cours de cette année, soit 21.7% des 1.122.249 morts confirmés toutes causes confondues sur cette période, le covid-19 est la première cause de mortalité au Mexique en 2021[1].

## Événements

### Janvier
- 1er janvier : un bateau de tourisme avec 60 personnes à bord coule près de Puerto Vallarta, toutes sont sauvées.
- 4 janvier :
  - le président Andrés Manuel López Obrador propose l'asile politique à Julian Assange ;
  - la Commission Fédérale pour la Protection contre les Risques Sanitaires autorisent l'usage du vaccin anti-covid19 d'AstraZeneca.
- 7 janvier : à Celaya, un massacre dans un funérarium laisse 9 morts et 1 blessé.
- 9 janvier : un incendie dans le poste de contrôle central du Métro de Mexico cause 1 mort.
- 10 janvier : la souche B117 du coronavirus SARS-CoV-2 (dit "variant britannique" en France) est détecté pour la première fois au Mexique, à Matamoros (Tamaulipas)
- 12 janvier : le massacre de Camargo fait au moins 19 morts.
- 13 janvier : le Secrétariat à la Défense nationale du Mexique commence la distribution de 439 725 doses du vaccin anti-covid19 de Pfizer dans 879 hôpitaux à travers tout le pays.
- 14 janvier : le procureur général Alejandro Gertz Manero annonce que le général Salvador Cienfuegos Zepeda, l'ancien secrétaire à la défense nationale, arrêté par les États-Unis fin 2020 puis extradé vers le Mexique, ne sera pas poursuivi pour des délits liés à la drogue par manque de preuves.
- 24 janvier : le président AMLO est testé positif au covid-19.
- 25 janvier : la barre des 150.000 morts du covid-19 répertoriés est atteinte au Mexique.

### Février
- 1er février : début de la deuxième étape de la campagne de vaccination, destinée au personnel soignant qui n'était pas concerné par la première étape et aux individus de plus de 60 ans du reste de la population.
- 13 février : le pays dépasse les 2 millions de cas confirmés cumulés de covid-19.
- 15 février : début de la deuxième étape du plan de vaccination nationale contre le covid-19, qui concerne toutes les personnes de plus de 60 ans.
- 20 février : le sous-secrétaire à la santé Hugo López-Gatell Ramírez est testé positif au covid-19.
- 21 février : 6 militaires meurent dans un accident aérien impliquant un avion de la Force aérienne mexicaine.
- 27 février : 11 personnes (dix ouvriers et un mineur) sont tués dans une attaque à Tonalá, Jalisco.

### Mars
- 6 mars : la barre des 190 000 morts confirmés liés au covid-19 au Mexique est dépassée ;
- 18 mars : Pour la première fois depuis le début de la pandémie, le gouvernement mexicain impose des restrictions aux frontières avec les États-Unis, le Guatemala et Belize, afin de diminuer la circulation du covid-19 dans le pays.
- 19 mars :
  - Un séisme de magnitude 5.7 dont l'épicentre est situé à San Marcos (Guerrero) est ressenti dans plusieurs villes du centre-sud et du centre-ouest du pays, déclenchant l'alerte sismique ;
  - Au moins 13 policiers ou employés du bureau du procureur général sont tués dans une embuscade tendue par La Familia Michoacana dans l'État de Mexico, dans le centre du pays, ont rapporté le secrétariat à la sécurité et le bureau du procureur général.
- 24 mars : un premier cas confirmé de variant britannique du coronavirus SARS-CoV-2 est détecté à León (Guanajuato) ;
- 25 mars : la barrière des 200 000 morts provoqués par le covid-19 ou de ses suites est franchie au Mexique[2] ;
- 27 mars :
  - le Secrétariat à la Santé du Mexique admet sur son site internet que le chiffre réel des morts du covid-19 est de plus de 321 000, environ 60% de plus que le chiffre officiel de 241 429 décès confirmés après diagnostic ;
  - à Tulum (Quintana Roo), la migrante salvadorienne Victoria Salazar est assassinée (selon les termes du Parquet de Quintana Roo) par des policiers dans des conditions similaires à George Floyd, provoquant l'indignation et des manifestations à travers le pays.

### Avril
- 1er avril : début de la troisième étape du plan de vaccination contre le coronavirus SARS-CoV-2, concernant la population de 50-59 ans.
- 2 avril : le Secrétariat à la Santé de Guanajuato confirme la présence de 3 premiers cas du variant californien du SARS-CoV-2.
- 9 avril : arrestation de 30 militaires mexicains potentiellement impliqués dans une disparition forcée dans le Tamaulipas en 2014[3].
- 28 avril : le toit du Templo Mayor s'effondre à cause d'un très fort orage de grêle.

### Mai
- 3 mai : Au Mexique, au moins 26 personnes ont été tuées et des dizaines d’autres blessées à Mexico après l’effondrement d’un pont du métro aérien au passage d’une rame[4].
- 13 mai : au Mexique, l'Institut national d'anthropologie et d'histoire annonce officiellement la découverte du dinosaure Tlatolophus galorum[5].
- 16 mai : Andrea Meza, Miss Mexique, est sacrée Miss Univers 2021[6]
- 24 mai : le président Andrés Manuel López Obrador annonce le rachat de la raffinerie Deer Park, située au Texas.
- 29 mai : un gouffre circulaire se forme sur les terrains agricoles de Santa María Zacatepec (Puebla), attirant l'attention des médias internationaux
- 30 mai : la Cruz Azul Fútbol Club gagne le Championnat du Mexique de football pour la première fois en 23 ans.

### Juin
- 1er juin : début de l'étape n°5 du plan de vaccination, qui prévoit de vacciner toutes les personnes qui n'ont pas encore pu l'être, dont la fin est estimée à mars 2022.
- 5 juin : effondrement d'une mine à Múzquiz (Coahuila) provoquant 7 [7].
- 6 juin : élections législatives qui donnent une victoire en demi-teinte au parti de gauche au pouvoir Morena.
- 9 juin : féminicide de Beatriz Hernández Ruiz, tuée par des policiers lors de son arrestation à la suite d'un accident de la route, ce qui choque énormément les Mexicains, sept personnes seront arrêtés.
- 17 juin : le Secrétariat à la Santé du Mexique annonce la fin de l'objection de conscience quant à l'avortement, l'assimilant à un refus de soin puisque de fait seul l'avortement thérapeutique est légal dans la grande majorité du Mexique, et prévoit des sanctions envers les médecins et infirmiers qui refuseraient d'en pratiquer un sur une femme qui en aurait besoin[8].
- 25-26 juin : une série d'affrontements entre les cartels de Sinaloa et de Jalisco Nouvelle Génération pour le contrôle de l’État de Zacatecas au Mexique laissent des dizaines de morts : 2 policiers (de San Luis Potosí dans l’État éponyme) exécutés à Zacatecas, 7 morts et 2 blessés dans le village de San Juan Capistrano et entre 18 (selon les autorités de Zacatecas) et plus de 30 morts (selon les médias locaux) dans un affrontement direct entre les deux cartels dans la ville de Valparaiso[9],[10],[11].
- 28 juin : la Cour suprême de justice de la Nation déclare inconstitutionnels une série d'articles de la loi mexicaine sur la santé qui interdisaient la consommation de cannabis, ce qui légalise officiellement la consommation de cannabis à usage récréatif au Mexique[12].
- 30 juin : Le Congrès de l’État d’Hidalgo adopte la loi sur “les soins de santé en matière d’interruption légale de grossesse“, en faisant le troisième État du Mexique où l'IVG non thérapeutique devient légal[13].

### Juillet
- 14 juillet : Juan Mario Velarde, le responsable de l'entretien du bâtiment du collège Enrique Rebsamen avant son effondrement lors d'un des séismes de 2017 qui avait provoqué 26 morts - 19 enfants et 7 adultes - est condamné à 208 ans de prisons et à payer 377 450 pesos à chaque victime indirecte[14].
- 16-17 juillet : une série d'affrontements, de massacres, d'assassinats ciblés ou non et d'exécutions à travers l’État mexicain de Zacatecas impliquant les forces de l'ordre mexicaine, et les cartels de Jalisco Nouvelle Génération, de Sinaloa et du Golfe laissent 30 morts (dont au moins 14 membres d'un cartel, 1 policier et 8 civils)[15] - en outre 8 civils sont blessés et 4 membres du Cartel du Golfe sont arrêtés[15].

### Août
- 1er août : Référendum mexicain de 2021
- 3 août : Début d'une grève nationale dans le domaine du gaz de pétrole liquéfié[16].
- 18 août : Dans le pays entier, 28 953 nouveaux cas de covid-19 sont enregistrés en 24h, ce qui correspond à un record depuis le début
- 25 août : Le Mexique accueille 124 réfugiés d'Afghanistan.

### Septembre
- 7 septembre :
  - Un tremblement de terre de magnitude 7.1 est ressenti à Acapulco, provoquant 11 morts, 25 blessés et de nombreux dégâts à travers Guerrero, en plus de coupures de courant dans d'autres États et à Mexico ; le séisme est ressenti dans 15 autres États du pays ;
  - Le débordement de la rivière Tula dans la Vallée du Mezquital (Hidalgo) provoque 15 morts.
- 19 septembre : un attentat terroriste à la bombe non-revendiqué à Salamanque (Guanajuato) provoque 2 morts et 5 blessés.

### Octobre
- 7 octobre : une attaque au drone piégé contre un mariage dans le village de El Carrizo (municipalité de Tepalcatepec, Michoacán) fait 3 morts et 5 blessés.
- 19 octobre : le Colombien Rodrigo Granda, considéré comme l'ancien chancelier des Forces armées révolutionnaires de Colombie sous le pseudo de Ricardo Tellez est arrêté à son arrivée à Mexico, sur demande du Paraguay qui avait émis une Notice rouge à son encontre pour "enlèvement, association de malfaiteurs et homicide volontaire."

### Novembre
- 26 novembre : accident d'un bus transportant des pèlerins ; au moins 19 morts.

### Décembre
- 1er décembre : le discours du troisième anniversaire du Gouvernement Andrés Manuel López Obrador attire des centaines de personnes sur la Place de la Constitution à Mexico.
- 3 décembre : premier cas détecté du Variant Omicron du SARS-CoV-2 au Mexique, à Mexico.
- 7 décembre : début de la campagne vaccinale de rappel contre le covid-19 pour toutes les personnes de plus de 60 ans.
- 9 décembre : dans l'État du Chiapas, un accident de camion provoque la mort de 55 migrants clandestins.
- 12 décembre : l'Atlas Fútbol Club gagne le Championnat du Mexique de football pour la première fois depuis 70 ans.